# ГЭС Сендже

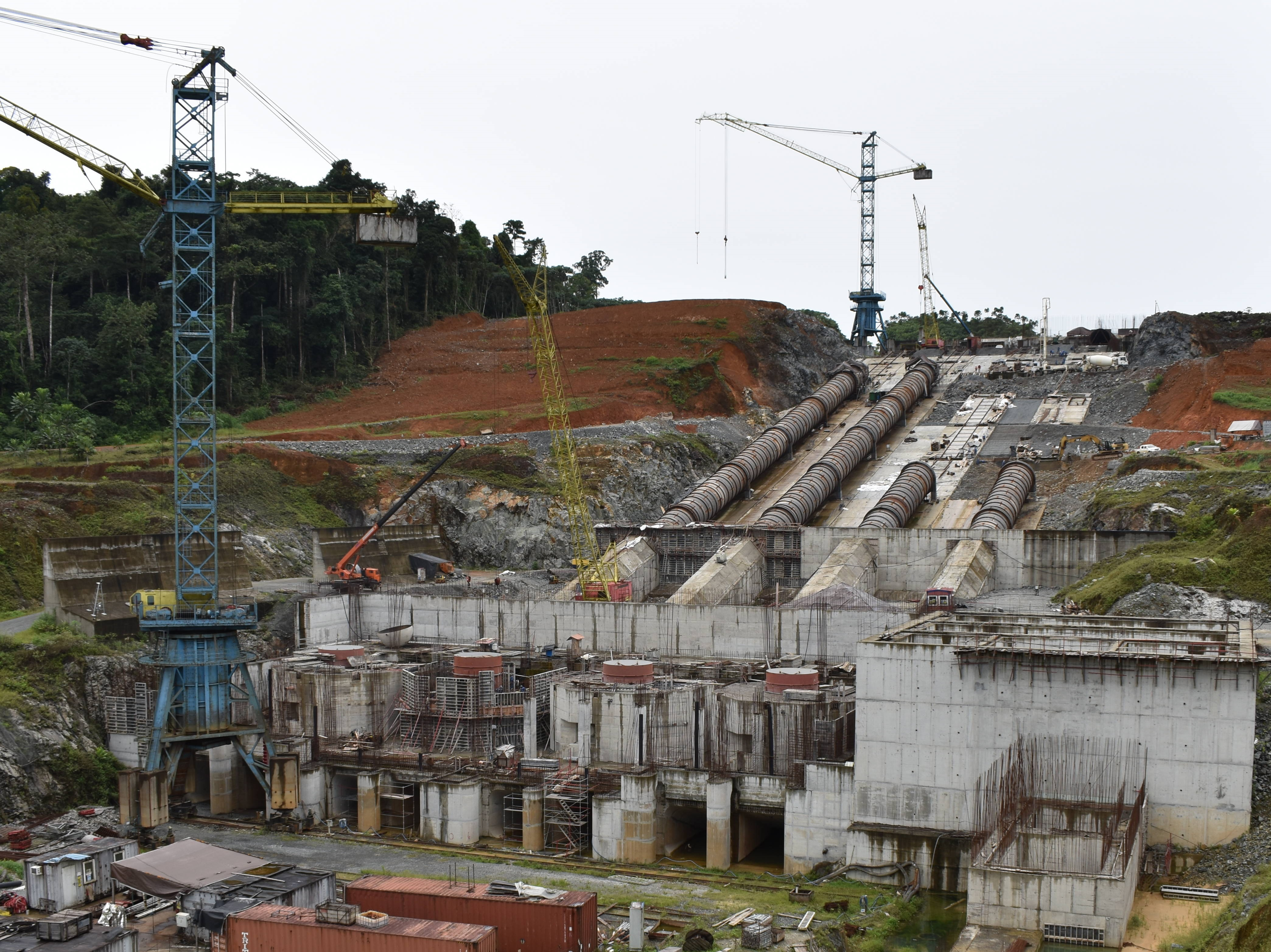

ГЭС Сендже — гидроэлектростанция, возводимая в материковом регионе Экваториальной Гвинеи ниже ГЭС Джибло на реке Веле (берет начало в Габоне и, пересекая территорию Экваториальной Гвинеи, впадает в Гвинейский залив). По завершении строительства установленная мощность ГЭС (200 МВт) будет самой большой среди всех генерирующих мощностей страны, а бетонная плотина (63,0 м) — самой высокой среди плотин в Экваториальной Гвинее.
Строительство ГЭС Сендже осуществляет компания Duglas Alliance Ltd по заказу правительства Экваториальной Гвинеи.

## Месторасположение и состав сооружений
Строительная площадка расположена в 30 км к югу от столицы континентального региона города Бата и в 20 км к востоку от расположенного в устье реки Веле городка Мбини. Компоновка гидроузла — деривационная. В рамках проекта реку перекроют бетонной гравитационной плотиной высотой 63,0 метра, кроме того, при создании напорного фронта для набора воды в водохранилище, построят четыре вспомогательные земляные дамбы высотой до 20 метров. Энергетический тракт представлен подводящим каналом к водоприемнику, водоприемником, напорными металлическими водоводами с внутренним диаметром 5,0 м, зданием ГЭС и отводящим каналом. В здании ГЭС устанавливаются радиально-осевые турбины (Френсиса) — 4шт. Выдача электроэнергии в систему осуществляется через КРУЭ[неизвестный термин] 220 кВ.

## Основные характеристики проекта
- Установленная мощность — 200 МВт, 4 гидроагрегата единичной мощностью 50 МВт.
- Напряжение выдачи мощности — 220 кВ.
- Средняя выработка за год — 1 402 млн кВтч.
- Расчетный напор — 67,5 м.
- Водохранилище:
  - Площадь зеркала водохранилища — 21,57 км2.
  - Нормальный подпорный уровень водохранилища — 88,0 м.
  - Полезный объем водохранилища — 60,2 млн м3.

Связь с энергосистемой осуществляется через ЛЭП, рассчитанную на напряжение 230 кВ.

## Основные этапы реализации проекта
Реализация проекта по строительству ГЭС началась в 2012 году. Официальное открытие строительства президентом РЭГ с участием членов правительства, парламента и общественных делегаций состоялось в феврале 2012 года.
Осенью 2015 года осуществили перекрытие реки Веле.
По состоянию на март 2018 года запуск гидроэлектростанции Сендже планируется по истечении 31 месяца.